# All Capone Štrajh Trio
All Capone Štrajh Trio je glasbena zasedba (godalni trio), ki igra sodobno glasbo na klasične instrumente. Delovati je začela leta 1993.
Ustanovitelj in ekskluzivni komponist All Capone Štrajh Tria je skladatelj Gregor Strniša.
Zasedba, v kateri so se izmenjavali številni akademski glasbeniki, je posnela več zgoščenk: Greatest hits, 1 tema 1000 pristopov, ISO 2001, Jaz Srce Kič, Resia Valley. Za naslovno skladbo Jaz Srce Kič so posneli tudi video.